# Chimarra zagrosensis
Chimarra zagrosensis là một loài Trichoptera trong họ Philopotamidae. Chúng phân bố ở miền Cổ bắc.